# Placca incubatrice

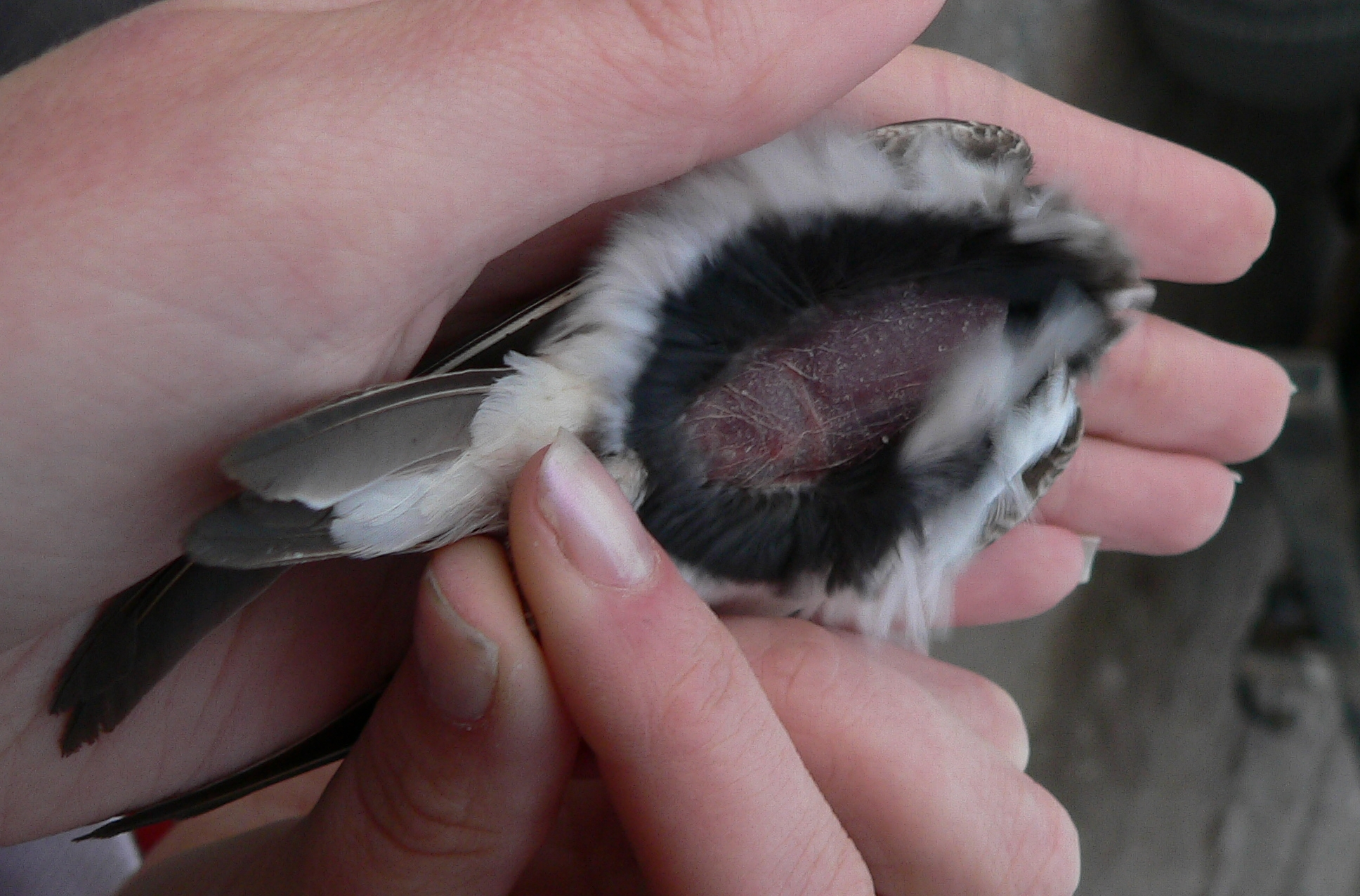
Placca incubatrice di una rondine riparia.

La placca incubatrice è una zona priva di piume e di piumino situata sul petto o sull'addome degli uccelli che ha la funzione di poter consentire una migliore trasmissione del calore durante l'incubazione.
Pochi giorni prima che abbia inizio l'incubazione, l'adulto - che può essere maschio o femmina o entrambi - comincia a perdere le piume, sviluppando una placca di pelle nuda. La pelle si gonfia a causa dell'accumulo d'acqua e della vascolarizzazione pronunciata dei tessuti. Il processo è provocato dall'estrogeno e dalla prolattina. Le arteriole sono dotate di una muscolatura ben sviluppata che permette il controllo del flusso sanguigno. Per conservare il calore corporeo, la placca incubatrice è ben irrorata di sangue durante i periodi di incubazione, ma non quando l'uccello è impegnato in altre attività.
La placca incubatrice può essere costituita da una singola area, come nel caso dei passeriformi, o da due zone laterali, come nei gabbiani, nelle quaglie e nella maggior parte dei limicoli. Essa scompare dopo la schiusa. Anatre e oche contribuiscono attivamente al processo strappandosi da sé le piume del petto. Con queste imbottiscono successivamente il nido.
Alcune specie non sviluppano alcuna placca incubatrice, come le specie parassite, che depongono le loro uova nei nidi di altri uccelli e non incubano mai le proprie uova. Le sule, le urie e i pinguini non incubano mai le proprie uova con una placca incubatrice.